# Ушбулак (Жамбильський район)
Ушбула́к (каз. Үшбұлақ) — село у складі Жамбильського району Алматинської області Казахстану. Входить до складу Каракастецького сільського округу.
Населення — 134 особи (2021; 294 у 2009, 138 у 1999, 159 у 1989).